# アントニオ・ジョアン・デ・オルレアンス・イ・ブラガンサ
アントニオ・ジョアン・デ・ブラガンサ・イ・オルレアンス・イ・ヴィッテルスバシュ（Antônio João de Orléans e Bragança e Wittelsbach, 1950年6月24日 - 2024年11月8日）は、ブラジルの旧皇帝家ブラガンサ家の子孫の1人で、ヴァソウラス系オルレアンス＝ブラガンサ家の一員。現在のヴァソウラス系ブラジル帝位請求者ベルトランドの弟。一般には「ドン・アントニオ（Dom Antônio）」と呼ばれていた。

## 経歴
ヴァソウラス系ブラジル皇帝家家長ペドロ・エンリケと、その妻でバイエルン王子フランツの娘であるマリア・エリーザベトの間の第7子、六男として生まれた。全名はアントニオ・ジョアン・マリア・ジョゼ・ミゲル・ハファエル・ガブリエル・ゴンザーガ（Antônio João Maria José Jorge Miguel Gabriel Rafael Gonzaga）。1976年、リオ・デ・ジャネイロ州バラ・ド・ピライの大学で工学の学位を取得している。
1981年9月25日（民事婚）および26日（宗教婚）、ブロイユ（ベルギー領エノー州）において、リーニュ公アントワーヌとルクセンブルク大公女アリックス夫妻の娘クリスティーヌ（1955年 - ）と結婚した。その半年前の同年3月に、アントニオの妹エレオノーラと、クリスティーヌの兄ミシェル公世子が結婚しており、この結婚は二重の縁組だった。夫妻は間に2男2女の4人の子女をもうけた。
ヴァソウラス系ブラジル皇帝家では、ペドロ・エンリケの8人の息子たちのうち、5人が家内法に抵触する貴賤結婚により家督相続権（帝位継承権）を放棄している。長男で前当主のルイス・ガスタンと三男で現当主のベルトランドは生涯独身で嫡出子が無く、ヴァソウラス系の皇統はアントニオ・ジョアンの子孫に受け継がれる予定である。2009年、アントニオの長男でヴァソウラス系の次世代の後継者として君主制支持者の期待を一身に集めていたペドロ・ルイスがエールフランス447便墜落事故で早世したことは、ヴァソウラス系にとって大きな痛手となった。
アントニオは風景画家であり、ポルトのイパネマ公園やクリチバ、ジョインヴィレなどの諸都市で個展を開催している。現在は家族と一緒にペトロポリスに住んでいる。
2024年11月8日にリオデジャネイロで死去。74歳没。同年7月6日より呼吸不全により入院中だった。

## 子女
- ペドロ・ルイス・マリア・ジョゼ・ミゲル・ハファエル・ガブリエル・ゴンザーガ（1983年 - 2009年）
- アメリア・マリア・デ・ファティマ・ジョゼファ・アントニア・ミカエラ・ガブリエラ・ハファエラ・ゴンザーガ（1984年 - ）
- ハファエル・アントニオ・マリア・ジョゼ・フランシスコ・ミゲル・ガブリエル・ゴンザーガ（1986年 - ）
- マリア・ガブリエラ・ジョゼファ・フェルナンダ・ヨランダ・ミカエラ・ハファエラ・ゴンザーガ（1989年 - ）